# 黄帝陵 (正宁县)
黄帝陵又称黄帝冢是位于甘肃省庆阳市正宁县子午岭西麓五顷塬乡五顷塬村与二顷塬村之间的一座古冢。是全国数座黄帝陵之一。
中国学界对黄帝的出生地、故里、墓葬存在争议。1998年1月出版的《庆阳地区志》，认定黄帝的出生地在今正宁县子午岭南部，黄帝陵在正宁县五顷塬乡五顷塬村。2004年，庆阳市人民政府批准“黄帝冢”为市级文物保护单位。围绕黄帝陵建有中华黄帝文化景区。景区总规划面积20.01平方公里、建筑占地面积320亩，概算总投资7.2亿元。2010年时，景区内功德厅和百家姓氏广场已竣工。功德厅内有高6.95米的黄帝像。